# Paronym
En paronym (av grekiska para, bredvid, och onoma, namn) eller besläktat ord är ett ord som har liknande betydelse och som har skapats från samma rot som ett annat ord. Exempelvis är träna och träning paronymer, liksom bagare och bakelse.